# Barbara Techmańska
Barbara Elżbieta Techmańska z domu Szeląg – polska historyczka specjalizująca się w dydaktyce historii, historii XX wieku oraz historii szkolnictwa; nauczycielka akademicka związana z Uniwersytetem Wrocławskim. 

## Biografia
Pochodzi z Polkowic, gdzie ukończyła Szkołę Podstawową nr 2 im. Kornela Makuszyńskiego. Po egzaminie maturalnym w II Liceum Ogólnokształcącym w Lubinie podjęła studia na kierunku historia na Uniwersytecie Wrocławskim zakończone w 1994 uzyskaniem tytułu zawodowego magistra. W 1996 podjęła studia doktoranckie na Wydziale Nauk Historycznych i Pedagogicznych Uniwersytetu Wrocławskiego. W 2000 uzyskała stopień naukowy doktora nauk humanistycznych w zakresie historii o specjalności historia średniowiecza na podstawie pracy pt. Jan II ks. Żagański (1435–1504). Promotorem był prof. Rościsław Żerelik. W 2004 została zatrudniona na stanowisku adiunkta w Zakładzie Dydaktyki Historii i WOS Instytutu Historycznego Uniwersytetu Wrocławskiego. W 2019 Rada Wydziału Nauk Historycznych i Pedagogicznych Uniwersytetu Wrocławskiego nadała jej stopień naukowy doktora habilitowanego nauk humanistycznych w zakresie historii na podstawie rozprawy nt. Szkolnictwo mniejszości narodowych na Dolnym Śląsku w latach 1945–1989. W 2020 została wybrana na stanowisko zastępczyni dyrektora ds. dydaktycznych Instytutu Historycznego Uniwersytetu Wrocławskiego.
Początkowo zainteresowania badawcze Barbary Techmańskiej koncentrowały się wokół zagadnień związanych z historią średniowiecznego Śląska. Później zajęła się historią społeczną Dolnego Śląska oraz historią szkolnictwa.
W 2021 otrzymała tytuł „Osobowość Roku 2020” w kategorii nauka przyznawanego przez „Gazetę Wrocławską”.

## Publikacje
Książki:
- Szkolnictwo mniejszości narodowych na Dolnym Śląsku w latach 1945–1989, Dziekanów Leśny–Łomianki 2019[10];
- Jan II Żagański. Niespokojny książę. Sojusznik króla husyty (16 VI 1435 – 22 IX 1504), Wrocław 2014[11];
- Niespokojny książę Jan II Żagański, 2001[12];

Współredagowane książki:
- Młodzież w perspektywie edukacyjnej, społecznej, kulturowej, red. Grażyna Pańko, Barbara Techmańska, Małgorzata Skotnicka-Palka, 2017[13];
- (Nie)zależne państwo, społeczeństwo. (Nie)zależna kultura i edukacja, red. Barbara Techmańska, Małgorzata Skotnicka-Palka, 2019[14];
- Wokół problemów edukacji... Księga pamiątkowa dedykowana Pani Profesor Grażynie Pańko z okazji 40-lecia Zakładu Dydaktyki Historii i Wiedzy o Społeczeństwie w Instytucie Historycznym Uniwersytetu Wrocławskiego, red. Barbara Techmańska, Joanna Wojdon, Wrocław 2012[15].

Artykuły:
- Czy młodzi ludzie potrafią korzystać z Internetu? Uwagi i spostrzeżenia, „Edukacja. Technika. Informatyka”, 10 (2), s. 245–251;
- Szkoły żydowskie na Dolnym Śląsku w latach 1945–1950 – instytucje zajmujące się edukacją czy przygotowaniem młodych Żydów do emigracji?, „Rozprawy z Dziejów Oświaty”, 56 (2019), s. 121–139[16];
- Edukacja dzieci i młodzieży narodowości żydowskiej w Legnicy w latach 1946–1968, „Studia Śląskie”, 2011, s. 33–52[12];
- Inne czy takie same? Indoktrynacja w szkołach dla mniejszości żydowskiej w okresie stalinizmu, „Rozprawy z Dziejów Oświaty”, 58 (2021), s. 173–188[16];
- Jestem stąd, więc... – poczucie tożsamości mieszkańców ziemi lubińskiej i polkowickiej, „Rocznik Lubuski”, 2009[17];
- Kształcenie psychologiczno-pedagogiczne na specjalizacji nauczycielskiej w opiniach studentów Instytutu Historycznego Uniwersytetu Wrocławskiego, „Edukacja. Kultura. Społeczeństwo”, 2021[16];
- Pracownicy Instytutu Historycznego Uniwersytetu Wrocławskiego wobec wyzwań nauczania zdalnego, „Edukacja. Kultura. Społeczeństwo”, 2007[16];
- Treści historyczne w przestrzeni publicznej na przykładzie historycznych escape roomów, „Edukacja. Kultura. Społeczeństwo”, 2023[18];
- Szkolnictwo mniejszości narodowych w powojennej Legnicy, „Pamięć i Przyszłość”, 2, 24[16];
- Żydowskie domy dziecka na Dolnym Śląsku prowadzone przez Centralny Komitet Żydów w Polsce (CKŻP) – zarys problematyki, „Śląski Kwartalnik Historyczny Sobótka”, 73 (1), s. 77–99[16];
- Żydowskie placówki przedszkolne na Dolnym Śląsku prowadzone przez Centralny Komitet Żydów w Polsce w latach 40. i 50. XX w. – zarys problematyki, „Śląski Kwartalnik Historyczny Sobótka”, 75 (2020), 3, s. 143–165[12].